# Kiowan
Kiowan, bivša porodica indijanskih jezika koja se prema Powellu (1891) sastojala od jedinog jezika, kiowa, kojime se služi istoimeno prerijsko pleme. Kao posebnu porodicu identificirao ju je Albert Gallatin još 1853.
Danas se vodi kao dio porodice Kiowa-Tanoan i Velike porodice Aztec-Tanoan. Porodice Kiowan, Tanoan, Juto-Asteci i Zunian klasificirane su prije Velikoj, sada eks-porodici, Uto-Aztec-Tanoan. 

## Vanjske poveznice
- Ethnologue (14th)
- Ethnologue (15th)
- Kiowan Family